# لو، نور
شهر لو، شمال (به فرانسوی: Loos, Nord) در شهرستان نور (فرانسه) در ناحیه شمال کاله با جمعیت ۲۱٬۴۱۰ نفر در کشور فرانسه واقع شده‌است